# Champsocephalus esox
Champsocephalus esox, el pez hielo o farol, es una especie de pez marino con aletas radiadas perteneciente a la familia Channichthyidae.

## Descripción
Champsocephalus esox tiene un cuerpo blanquecino, con aletas caudales de color marrón oscuro, y barras de color marrón oscuro (a veces formando manchas oscuras irregulares conectadas con regiones amarillentas). 
No posee escamas excepto en su línea lateral. Posee plasticidad fenotípica corporal, variando entre individuos el tamaño de mandíbulas y del cuerpo (el tronco), entre mandíbula larga y tronco corto, y viceversa.

## Distribución y hábitat
Champsocephalus esox se encuentra a profundidades de 50-250 m (54,7-273,4 yd) en los océanos frente a la Patagonia, las Malvinas y rara vez Georgia del Sur. Es la única especie de draco cocodrilo que se encuentra al norte de la Zona Frontal Polar Antártica, con solo 3 especímenes reportados al sur del área CCALMR.

## Biología
C. esox es una especie demersal que alcanza 35 cm (13,8 plg) de longitud total y se alimenta principalmente de peces y kril . Un estudio de Georgia del Sur en 1981 recolectó un espécimen con contenido estomacal de 90% de kril ( Euphasia superba ) y 10% de pescado.

## Pesca
C. esox no es de importancia para la pesca comercial, con capturas en 2008 por un total de 90 toneladas. Los peces se arrastran de enero a marzo, pero no se capturan en invierno.

## Conservación
Las poblaciones de C. esox han disminuido en 80% a lo largo de la costa de Chile desde la década de 1980, mientras que en Argentina se desconoce y ha habido pocos intentos de encuestar a esta población. La UICN estima de manera conservadora que la población ha sufrido una disminución del 30% durante las tres generaciones más recientes, es decir, 12-18 años. Esta especie está amenazada por el cambio climático con el aumento de la temperatura superficial del mar, y mortalidad como resultado de la captura incidental de pescadores artesanales. La UICN está clasificada como Vulnerable.